# 南条隆信
南条 隆信（なんじょう たかのぶ、生没年不詳）は戦国時代から安土桃山時代の武将。陸奥の大名大崎氏の家臣。下総守。
智勇に優れた人物で、大崎氏において侍大将として仕えていたという。1588年に伊達政宗が大崎義隆を攻めた（大崎合戦）とき、中新田城を守備し、見事な采配を見せて伊達軍を寡兵をもって撃破し、名将として褒め称えられた。落城の際に下野し、その後の消息は定かではない。